# ジビラ・フォン・ザクセン＝コーブルク＝ゴータ
ジビラ・フォン・ザクセン＝コーブルク＝ゴータ（ドイツ語: Sibylla von Sachsen-Coburg-Gotha, 1908年1月18日 - 1972年11月28日）は、スウェーデン王子・ヴェステルボッテン公グスタフ・アドルフの妃。現スウェーデン王カール16世グスタフの母。ドイツ語の全名はジビラ・カルマ・マリア・アリス・バティルディス・フェオドラ（Sibylla Calma Maria Alice Bathildis Feodora）。スウェーデン語名はシビラ。

## 人物
ザクセン＝コーブルク＝ゴータ公カール・エドゥアルトとその妃であるヴィクトリア・アーデルハイト（グリュックスブルク家出身）の娘としてゴータ（現在のドイツ連邦テューリンゲン州ゴータ郡の町）で生まれる。父方の曾祖母はイギリス女王ヴィクトリアであり、祖父はヴィクトリアの四男オールバニ公レオポルドである。

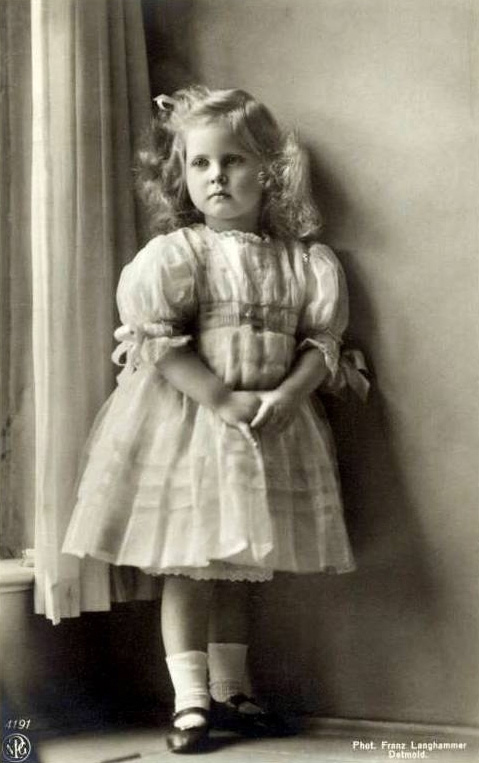
幼い頃のジビラ

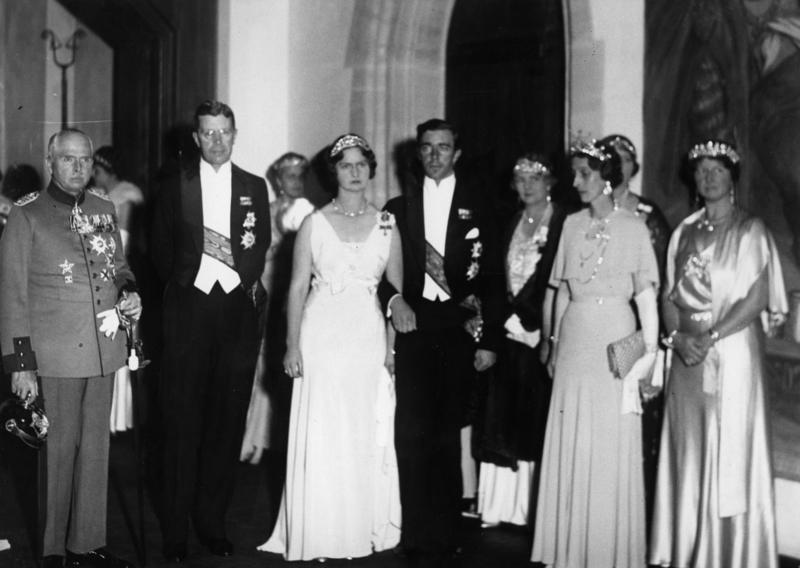
ジビラとグスタフ・アドルフの結婚（それぞれ左から3番目と4番目）。左端がカール・エドゥアルド、その右が王太子グスタフ・アドルフ（後のグスタフ6世）。

1931年、アスローン伯アレグザンダー・オブ・テック（ジョージ5世妃メアリーの弟）と伯母アリスの長女で、従姉にあたるメイの結婚式でブライズメイドを務めた。ともにブライズメイドを務めたスウェーデン王女イングリッド（後のデンマーク王フレゼリク9世妃）の紹介で、彼女の兄ヴェステルボッテン公グスタフ・アドルフと知り合い、1932年に結婚した。二人はヴィクトリア女王を通じて又従兄にあたる。彼は当時のスウェーデン王太子グスタフ・アドルフ（のちのグスタフ6世アドルフ）の長男だった。10月19日、コーブルクで市民婚が行われ盛大に祝福をされたが、コーブルクはすでにナチスの影響下にあったため、スウェーデン本国には悪い印象を与えるものであった。二人はイタリアでの新婚旅行を経て、11月25日にストックホルムに到着した。
1947年にヴェステルボッテン公は、祖父グスタフ5世より先に、コペンハーゲン空港で起きた飛行機事故のため死亡した。そのため、シビラは王太子妃にはならなかった。わずか1歳の長男カール・グスタフが、父に代わって王位継承順位第2位となり、1950年に4歳で王太孫となった。1965年に王妃ルイーセが死去すると、シビラがスウェーデン王家の女性で最上位となり、義父グスタフ6世アドルフを補佐することが増えた。
シビラは、カール・グスタフの即位を見ることなく、1972年にストックホルムで癌のため死去した。
彼女の死後に生まれたヴィクトリア王女、ヴェルムランド公カール・フィリップ王子、マデレーン王女は孫に当たる。

## 子女
- マルガレータ（1934年 - ）
- ビルギッタ（1937年 - 2024年） - ホーエンツォレルン＝ジグマリンゲン侯子ヨハン・ゲオルク夫人
- デジレ（1938年 - ）
- クリスティーナ（1943年 - ）
- カール16世グスタフ（1946年 - ） - スウェーデン王